# Hanna Skydan
Hanna Skydan (Azerbaiyán, 14 de mayo de 1992) es una atleta azerbaiyana, especialista en la prueba de lanzamiento de martillo en la que llegó a ser medallista de bronce europea en 2016.

## Carrera deportiva
En el Campeonato Europeo de Atletismo de 2016 ganó la medalla de bronce en el lanzamiento de martillo, llegando hasta los 73.83 metros, tras la polaca Anita Włodarczyk (oro con 78.14 m) y la alemana Betty Heidler (bronce con 75.77 metros).